# I Hear You Knocking
I Hear You Knocking (parfois typographiée I Hear You Knockin') est une chanson populaire de rhythm and blues écrite par Dave Bartholomew et Pearl King en 1955. 
L'enregistrement original a été fait par Smiley Lewis. La chanson a été popularisée en 1955  par la chanteuse et actrice texane Gale Storm. Un enregistrement postérieur a été réalisé par Dave Edmunds en 1971.
Il existe également deux versions de cette chanson par Alvin Lee, enregistrée une première fois en concert sur l'album Live in Vienna (1994), suivi d'une version studio présente sur l'album Nineteen Ninety Four (1995).
Autres artistes ayant repris ce morceau (liste non exhaustive) :
- Fats Domino (1955)
- Connie Francis (1959)
- Big Joe Turner
- Clifton Chenier
- Rockin' Dopsie
- Screamin' Jay Hawkins
- Jerry Lee Lewis
- Canned Heat
- Bryan Adams
- Kingfish (1976)
- The Fabulous Thunderbirds (1981)
- Joe Walsh
- Bruce Springsteen
- Thunder